# La Révolution d'un seul brin de paille
La Révolution d'un seul brin de paille est un essai dont le thème principal est l'agriculture naturelle. Il a été écrit en 1975 par le japonais Masanobu Fukuoka, inventeur de ce type d'agriculture, puis traduit par les stagiaires de la montagne dans plusieurs langues, notamment l'américain, dont est issue la version française.

## Résumé
Préface de Wendell Berry.
L'ouvrage commence par un récit autobiographique de l'auteur, spécialiste en pathologie végétale. Après la deuxième guerre mondiale, il travaillait dans les douanes, quand il donna sa démission pour s'installer dans les terres familiales où il développa sa technique d'agriculture. 
Il décrit ensuite les principes techniques sur lesquels reposent ce type d'agriculture, basés essentiellement sur le "non-agir". Par opposition à ce qui est selon lui la voie habituelle pour développer une méthode d'agriculture, c'est-à-dire en se demandant : "Et si on essayait ceci ? ", il préfère essayer de rendre le travail plus aisé et non plus dur en se demandant : " Et si on ne faisait pas cela ? ". C'est par cette voie qu'il arrive à la conclusion qu'il n'est pas nécessaire de labourer, ni de répandre de l'engrais, de faire du compost ou d'utiliser de l'insecticide. Il affirme que ces techniques sont rendues nécessaires quand l'équilibre naturel est bouleversé. Il expose la manière de cultiver alternativement le riz d'une part et les céréales d'hiver de l'autre, comment il jugule, au moyen du trèfle et de l'irrigation, la proliférations d'herbes adventices, et comment il maîtrise les insectes ravageurs des cultures. Il présente également la manière dont il fait prospérer ses arbres fruitiers, notamment ses mandariniers. Il explique également comment vivent, en toute simplicité dans des cabanes en torchis, les stagiaires de la montagne venus apprendre sa méthode.
Enfin l'ouvrage se termine par une vue philosophique et spirituelle de sa pensée. L'auteur est inspiré par le taoïsme et la philosophie de Mu.